# 미주류
미주류(彌州流, ?~?)는 백제의 관리이다.

## 생애
《일본서기》에만 등장하는 인물이다. 백제의 사신으로서 탁순국(卓淳國)에 도착해 “백제 왕이 동쪽에 왜라는 나라가 있다는 것을 듣고 우리를 보내 통교하도록 하였다. 가는 길을 찾다가 이곳에 이르렀으니 길을 가르쳐 달라.”고 전했다.
이후 왜에서도 사신을 보내자 백제 근초고왕이 크게 기뻐하면서 오색 비단 각 1필과 각궁(角弓), 철정(鐵鋌) 40매를 예물로 주고 창고를 열어 여러 가지 진기한 보물을 보여주며, 왜와 통교하고 싶었으나 길을 알지 못했다고 전했다.
다음 해 4월, 근초고왕의 명에 따라 그는 왜에 파견돼었지만 도중에 신라인에게 억류되어 선물을 일부 빼앗기게 되자 왜의 왕은 크게 노했다고 한다.